# Telesecundaria (canal de televisión)

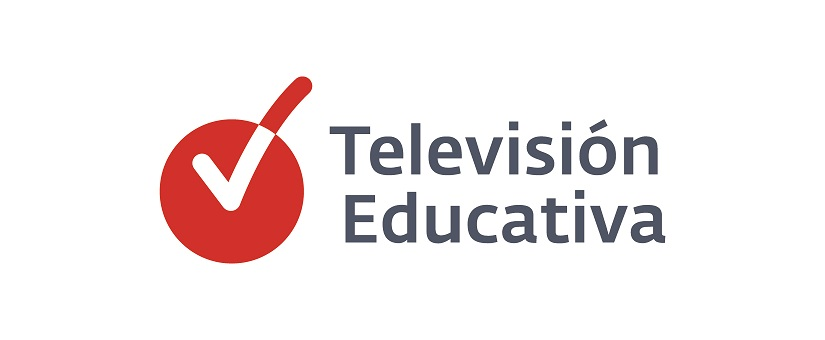

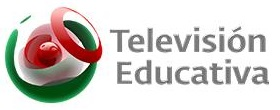

Telesecundaria es una señal de televisión producida por la Dirección General @prende.mx dependiente de la Secretaría de Educación Pública. Su sede radica en la Ciudad de México.
Sus contenidos son utilizados como base de la enseñanza de las escuelas de la modalidad telesecundaria en las áreas rurales de México y otras poblaciones.

## Programación
- Ciencias y Tecnología Biología
- Ciencias y Tecnología Física
- Ciencias y Tecnología Química
- Lengua Materna. Español 1
- Lengua Materna. Español 2
- Lengua Materna. Español 3
- Matemáticas 1
- Matemáticas 2
- Matemáticas 3
- Geografía 1
- Historia 1
- Historia 2
- Historia 3
- Formación Cívica y Ética 1
- Formación Cívica y Ética 2
- Formación Cívica y Ética 3